# Rave Tapes
Rave Tapes è l'ottavo album discografico in studio del gruppo musicale post-rock scozzese Mogwai, pubblicato nel gennaio 2014.

## Il disco
Il disco esce a quasi tre anni dal precedente LP Hardcore Will Never Die, But You Will e a quasi uno dall'EP Les Revenants, colonna sonora dell'omonima serie televisiva francese.
È stato pubblicato il 20 gennaio 2014 dalla Rock Action Records nel Regno Unito ed il giorno seguente dalla Sub Pop Records negli Stati Uniti.
Nell'ottobre 2013 è stato diffuso su SoundCloud il brano Remurdered.
Per quanto riguarda la produzione, come raccontato da Stuart Braithwaithe, frontman della band, il disco è stato scritto nella sala prove del Gorbals (vicino a Glasgow), negli studi casalinghi dello stesso Stuart e di John ed infine a Berlino, presso lo studio di Barry. Le registrazioni invece sono state effettuate ai Castle of Doom di Glasgow.

## Tracce
1. Heard About You Last Night (Barry Burns)
2. Simon Ferocious (Barry Burns)
3. Remurdered (Barry Burns)
4. Hexon Bogon (John Cummings)
5. Repelish (Barry Burns)
6. Master Card (John Cummings)
7. Deesh (Barry Burns)
8. Blues Hour (Stuart Braithwaite)
9. No Medicine for Regret (Barry Burns)
10. The Lord is Out of Control (Dominic Aitchison, Stuart Braithwaite, John Cummings, Barry Burns, Martin Bulloch)